# Mike Veitch
Michael Veitch (* 15. August 1960 in Edinburgh) ist ein ehemaliger schottischer Dartspieler, der hauptsächlich für sein Schaffen bei der British Darts Organisation (BDO) bekannt ist. Er hob sich von anderen Spielern ab, indem er gelegentlich im Kilt spielte.

## Karriere
Veitchs erster Auftritt vor Fernsehkameras war jener bei der BDO-Weltmeisterschaft 1990, bei der er in Runde eins Brian Cairns unterlag. Allerdings dauerte es anschließend zwölf Jahre, bis er erneut am Turnier im Lakeside Country Club teilnahm.
Veitch hat mehrere Titel bei Open-Turnieren, organisiert von der World Darts Federation (WDF), eingefahren. Keinen dieser Titel gewann er jedoch vor Kameras. Zu seiner Titelsammlung zählen unter anderem die Scottish Open, das Welsh Classic und die England Open. Dennoch konnte er bei der Weltmeisterschaft nur selten überzeugen. Sein bestes Ergebnis erreichte er hier 2006, als er Ulf Ceder und Stephen Roberts bezwang und im Viertelfinale Martin Adams unterlag.
Zwischen 2012 und 2016 versuchte sich Veitch bei der Professional Darts Corporation (PDC), wobei er jedoch nie eine Tourkarte erspielen konnte und sich somit mit der Challenge Tour begnügen musste. Seit 2016 taucht er nicht mehr bei größeren Turnieren auf.

## Kontroversen
Veitch ist außerdem für seinen schwierigen Charakter bekannt. So weigerte er sich etwa bei der BDO-WM 2007 nach einer Niederlage gegen Mervyn King seinem Kontrahenten die Hand zu geben. Es gab Gerüchte, die sich später auch bewahrheiten sollten, King wolle entgegen seiner ausdrücklichen Aussage zum Konkurrenzverband PDC wechseln. Später gab Veitch an, King hätte ihn durch laute Jubelrufe während des Spiels irritiert.
Während des Glencarn International Classic 2007 klingelte Veitchs Mobiltelefon gleich zwei Mal während einer Partie gegen Gary Robson. Veitch bot an die Partie gegen ihn zu werten, dies lehnte Robson jedoch ab, sodass der 7:0-Sieg für Veitch bestehen blieb.
Zudem nahm es Veitch mit den Spielregeln sehr genau. So weigerte er sich zum Beispiel zu spielen, wenn seine Gegner Zugang zu alkoholhaltigem Dosenlachs haben.

## Weltmeisterschaftsresultate

### BDO
- 1990: 1. Runde (0:3-Niederlage gegen  Brian Cairns)
- 2002: 1. Runde (0:3-Niederlage gegen  Co Stompé)
- 2005: Achtelfinale (1:3-Niederlage gegen  Raymond van Barneveld)
- 2006: Viertelfinale (2:5-Niederlage gegen  Martin Adams)
- 2007: Achtelfinale (2:4-Niederlage gegen  Mervyn King)
- 2008: 1. Runde (1:3-Niederlage gegen  Scott Waites)

## Titel

### WDF
- WDF Europe Cup:  Mannschaftswettbewerb 2002 (zusammen mit Gary Anderson, George Dalglish und Peter Johnstone)
- Scottish Open: 2004
- Welsh Classic: 2005
- England Open: 2006

### Sonstige
- Scottish Master: 1993
- Sieger bei den British Internationals: 2000, 2008 (jeweils mit der schottischen Mannschaft)
- Schottischer Meister: 2008
- Rutherglen Open Sieger: 2009